# Saint-Fort
Saint-Fort är en kommun i departementet Mayenne i regionen Pays de la Loire i nordvästra Frankrike. Kommunen ligger i kantonen Château-Gontier-Est som tillhör arrondissementet Château-Gontier. År 2018 hade Saint-Fort 1 687 invånare.

## Befolkningsutveckling
Antalet invånare i kommunen Saint-Fort
| Referens: INSEE |